# MTV München von 1879

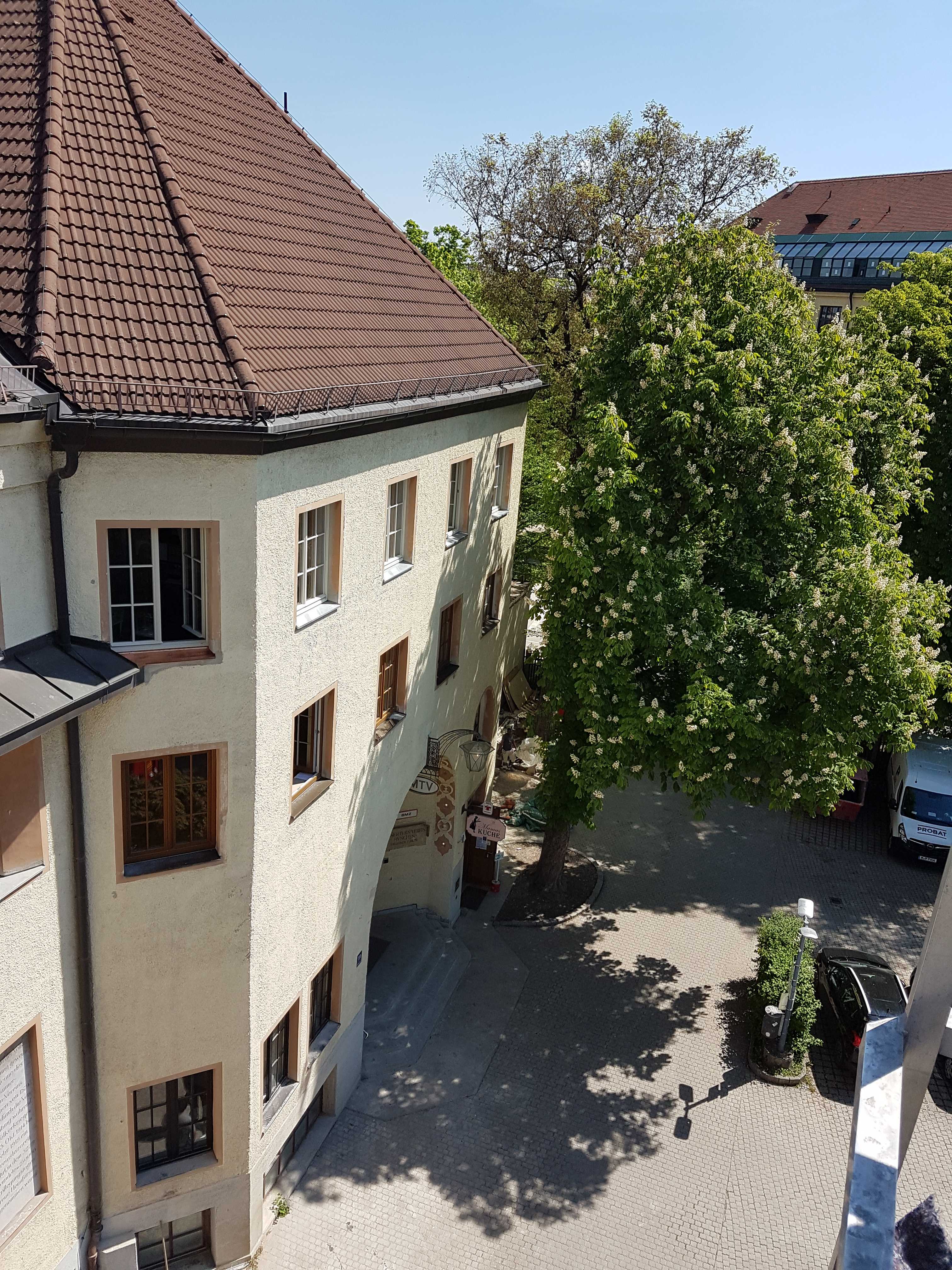
Hauptsitz des Vereins

Der MTV München von 1879 e. V. (eingetragener Name Männer-Turn-Verein München von 1879 e. V., kurz MTV München) ist ein Sportverein mit Hauptsitz im Münchner Stadtbezirk Ludwigsvorstadt-Isarvorstadt. Weitere Sportstätten des Vereins befinden sich in Sendling-Westpark sowie in Thalkirchen. Er ist mit ca. 8.500 Mitgliedern (Stand: 2024) der größte Breitensportverein in München. Seine Sparten erzielten in der Vergangenheit zahlreiche nationale und internationale Erfolge. Aus der 1897 gegründeten Fußballabteilung des MTV München ging im Jahre 1900 der FC Bayern München hervor. Seit 1889 sind der MTV München und der TSV Turnerbund München Partnervereine.

## Geschichte des Vereins
Am 29. Juni 1879 gründeten die vier Turner Franz-Paul Lang, Ferdinand Dix, Josef Hailer und Max Meisinger den Verein. Die Gründer waren vorher Mitglied des Turn- und Sportvereins München, aus dem später der Verein TSV 1860 München hervorging. Im August 1879 wurde der MTV Mitglied im Bayerischen Turnverband.
Im Laufe der Jahre bildeten sich neben den Turnern noch weitere Abteilungen: Fechten (1880), Sänger (1880), Fußball (1897), Schlagball, Faustball, Ringen, Eishockey (alle 1900), Hockey, Leichtathletik (beide 1910). Am 27. Februar 1900 verließen die Fußballer den Verein und gründeten den eigenen Verein FC Bayern München.
1907/08 wurde der Turnhallenbau in der Häberlstraße errichtet.
Im Dezember 1913 besuchten Kaiser Wilhelm II. und König Ludwig III. von Bayern das MTV-Schauturnen, an dem 1.470 Vereinsangehörige mitwirkten.
Beim Ausbruch des Ersten Weltkriegs kamen mehr als 700 Mitglieder um, die MTV-Halle wurde zum Lazarett, woran eine Tafel neben dem Haupteingang erinnert. Mehrere Abteilungen lösten sich auf, einige davon wurden später neu gegründet: Handball (1920), Boxen, Judo (beide 1926), Hockey (1928), Tennis, Tischtennis (beide 1937), Badminton (1956), Gewichtheben (1966), Karate (1967), Tennis (1969), Tanzen (2000) und Volleyball (2004). Als Erfolg in der Zwischenkriegszeit wurde 1921 die deutsche Schlagballmeisterschaft der Männer gewonnen.
1946 organisiert Rudi Sedlmayer erste Wettkämpfe der Leichtathleten.
Kurt Wahl wird 1952 Deutscher Meister im Florett und wird in die Olympia-Mannschaft nach Helsinki berufen.
1979 feiert der MTV sein 100-jähriges Bestehen.
Im Jahre 1988 wird Georg Hanke Deutscher Karatemeister im Leichtgewicht.

Logo des Vereins

1996 wird die Kletterabteilung gegründet.
Durch den Verkauf des Vordergrundstücks an der Häberlstraße wird 1999 der finanzielle Grundstein für den Neubau der Halle an der Werdenfelsstraße gelegt. Fitness wird als eigenständige Abteilung installiert und die Cardiogalerie wird eröffnet.
2002 wird die neue Sporthalle mit Fitnessstudio und die Leichtathletikanlage im Sportpark Werdenfelsstraße eröffnet.
Im Januar 2007 diente das MTV Gelände wieder als einmalige Kulisse für den Kinofilm Stellungswechsel, der 2008 in den Kinos anläuft.

## Denkmalschutz
Der Turnhallenbau steht unter Denkmalschutz und ist unter dem Aktenzeichen D-1-62-000-8375 in der Denkmalliste des Bayerischen Landesamtes für Denkmalpflege erfasst.

## Turnhallenbau in der Häberlstraße
Turnhallenbau des Männerturnvereins München von 1879 in der Häberlstraße 11 b ist ein zweigeschossiger Satteldachbau mit rundbogiger Portalnische. Er wurde 1907/08 von den Gebrüdern Rank in Eisenbetonbauweise erstellt.
Beim Ausbruch des Ersten Weltkriegs wurde die Turnhalle zum Lazarett, woran eine Tafel neben dem Haupteingang erinnert. 1944 wird die Turnhalle durch Brandbomben zerstört.
1950 ist die Halle nach der Zerstörung im Zweiten Weltkrieg wieder vollständig aufgebaut und nutzbar.
Nach einer Generalsanierung im Jahre 1988 werden in der Häberlstraße das Fechtleistungszentrum und das Fitnessstudio in Betrieb genommen.
1995 wird die Indoor-Kletterwand errichtet und ist zu dieser Zeit die größte in München.
2002 wird die ehemalige Gaststätte in der Häberlstraße zu einem Gymnastiksaal umgebaut und der Boxkeller erweitert. Im Jahre 2013 eröffnet die neue Vereinsgaststätte in der Häberlstraße.
2018 erfolgte eine grundlegende Renovierung des Turnhallenbaus.
Während der Renovierung der Halle in der Häberlstraße ab 2018, die sich zudem durch unerwartete Probleme verzögerte, sowie der zeitweisen Hallenschließungen aufgrund der COVID19-Pandemie kam es zu einem Wegfall von Trainingsmöglichkeiten, was zu einem Absinken der Mitgliederzahl führte. Nach Aufhebung des letzten Lockdown in Deutschland einhergehend mit der Fertigstellung der Hallenrenovierung, stieg die Mitgliederzahl wieder stetig an.

## Mitgliederentwicklung
| Jahr | Mitglieder    |
| ---- | ------------- |
| 1881 | .0460         |
| 1889 | 1.000         |
| 1908 | 3.400         |
| 1911 | 3.756         |
| 1980 | 4.600 (circa) |
| 2003 | 5.000 (circa) |
| 2017 | 8.500         |
| 2019 | 8.000         |
| 2021 | 6.500         |
| 2024 | 8.500         |

## Badminton
Im Badminton wurde der MTV München 1879 im Jahr 1962 sowie von 1964 bis 1967 in unterbrochener Folge deutscher Mannschaftsmeister. In den Einzeldisziplinen errangen Spieler wie Siegfried Betz, Franz Beinvogl, Günter Ledderhos und Anke Betz zahlreiche nationale Titel. Für weitere Medaillengewinne sorgten Rupert Liebl, Alfred Schwarz, Lydia Ledderhos und Ursula Verhoeven.

## Eishockey
Im Jahre 1900 gründete sich im MTV München der Spielverband für Schlagball, Faustball, Feld- und Eishockey. Der MTV nahm erfolgreich an den ab 1912 ausgespielten deutsche Eishockey-Meisterschaften teil. Sowohl 1913 als auch 1914 erreichte man das Finale, wo man jeweils dem Berliner Schlittschuhclub unterlag. Im Jahr 1913 veranstaltet die Eishockeyabteilung das „1. Internationale Münchener-Eishockey-Turnier“ und richtete die Eishockey-Europameisterschaft 1913 aus.
Nach dem Ersten Weltkrieg wurde weiter erfolgreich Eishockey gespielt. Bei den deutschen Meisterschaften 1920 und 1921 wird der MTV erneut Vizemeister hinter dem Berliner SC. 1922 schließlich kann man endlich den Berliner SC überwinden und wird Deutscher Meister. Es ist die erste Meisterschaft, die nicht der Berliner SC gewinnt und wird für 72 Jahre – bis zum Titelgewinn des EC Hedos München – der einzige Meistertitel für eine Münchner Eishockeymannschaft sein. Zudem gewann der MTV je 4 Bayerische und Südbayerische Meisterschaften.
Am 23. Dezember 1923 gründete sich im SC Riessersee nach dem Übertritt vieler Spieler des MTV München und des MEV 1883 München eine Eishockey-Abteilung. In der Folge treten weitere Spieler des MTV zum SCR über, bis die MTV-Eishockey-Abteilung schließlich 1924 aufgelöst wird.

## Fußball

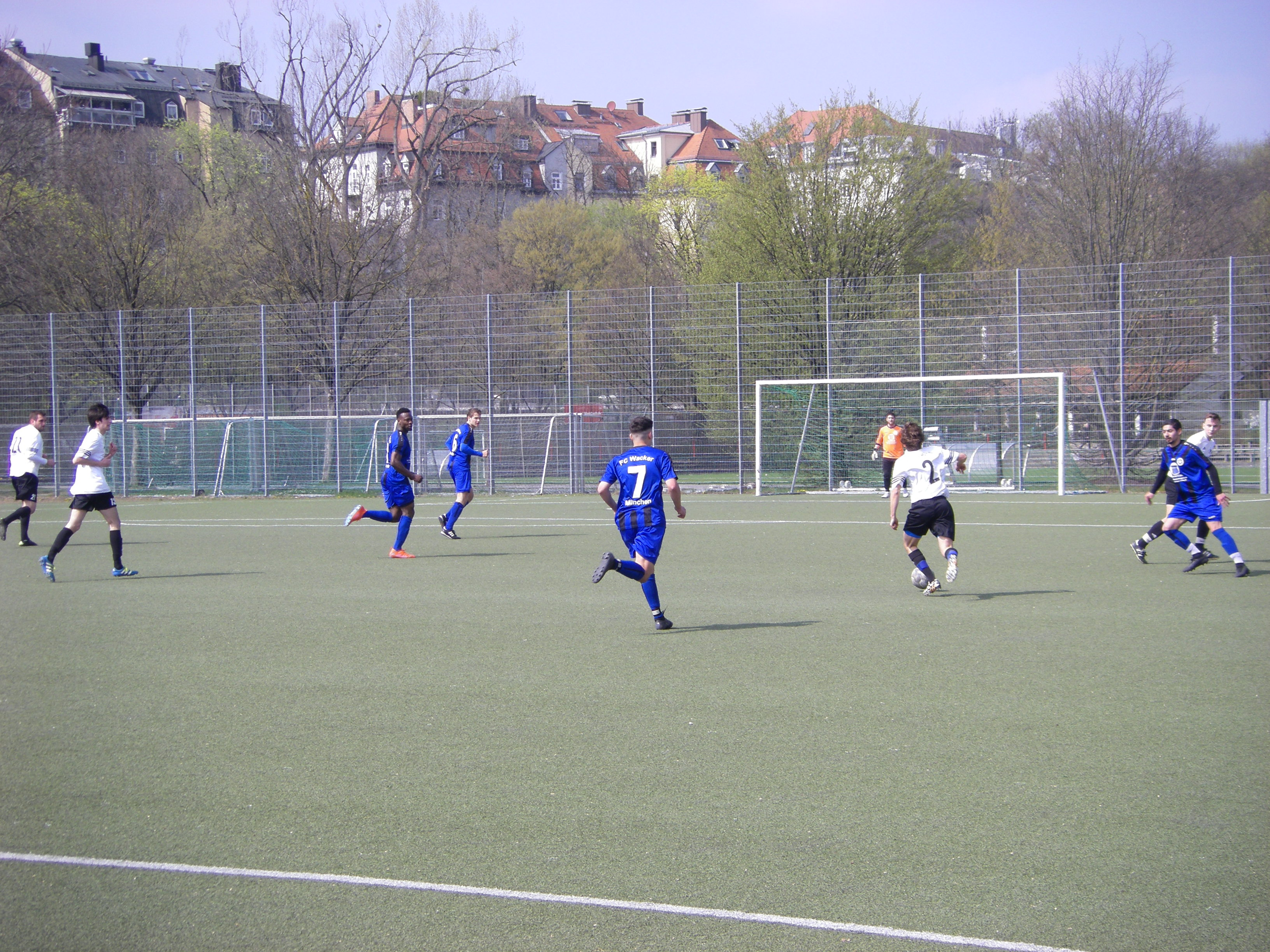
Spiel des MTV 1879 (in weiß und schwarz) beim FC Wacker (2018/19)

Der Fußballpionier Walther Bensemann, u. a. DFB-Gründungsmitglied und Schöpfer des Kicker Sportmagazins, bildete mit einigen Weggefährten 1897 die erste Fußballmannschaft des MTV München, die erstmals beim Bayerischen Turnfest in Ansbach antrat. Nach der Gründungsphase kam es zu einem vereinsinternen Streit über die weitere Entwicklung der Fußballabteilung des MTV. Eine Generalversammlung des MTV erteilte dem Beitritt des Vereins zum Süddeutschen Fußball-Verband eine Absage. Der süddeutsche Fußballpionier und DFB-Mitbegründer Gustav Manning überzeugte nun die Fußballer im MTV, sich von den Turnern loszusagen und einen eigenen Klub zu gründen, der dem Verband beitrat. Die MTVler waren zu dieser Zeit bereits die stärkste Kraft im Münchener Fußball und somit geradezu prädestiniert für eine Vorreiterrolle.
Am 27. Februar 1900 fand demzufolge im Gasthaus Bäckerhöfl eine Sitzung der Fußballabteilung des MTV München statt, die sich um 21:30 Uhr ins Weinhaus Gisela in Schwabing verlagerte. Hier gründeten die elf ehemaligen Spieler des Vereins Otto Ludwig Naegele, Georg Schmid, Carl und Fritz Wamsler, Arthur Ringler, Wilhelm Focke, Paul Francke, Kuno Friederich, Albert Zoepfel, Josef Pollack und Franz John am selben Abend den F.C. Bayern München. Dies bedeutete das vorläufige Ende der Fußballabteilung des MTV München. Zwischen 1903 und 1913 gewann der MTV als Mitglied des Münchener Fußball-Bunds mehrfach die Meisterschaft der 1. Klasse.
Heutzutage sind zahlreiche Kinder-, Jugend- und Herrenmannschaften in der Fußballabteilung des MTV München aktiv, aus der unter anderem die späteren Nationalspieler Hans Bauer und Peter Grosser hervorgegangen sind. Bauer spielte für den FC Bayern München in der Oberliga Süd und gehörte 1954 zum Kader der deutschen Mannschaft, die in der Schweiz Weltmeister wurde. 1957 gewann er mit dem FC Bayern zum ersten Mal den DFB-Pokal. Grosser spielte ebenfalls vor Einführung der Bundesliga für den FC Bayern und wechselte anschließend zum TSV 1860 München, mit dem er 1964 Pokalsieger und 1966 deutscher Meister wurde.

## Judo
Der MTV ist einer der ältesten noch existierenden Judovereine in Deutschland. Zurzeit hat der MTV eine Männermannschaft, jedoch keine Frauenmannschaft, da bei den Frauen zu wenig Gewichtsklassen belegt werden können. 2010 hat die Männermannschaft den ersten Platz in der Bezirksliga München gewonnen, den Aufstieg wegen unvorteilhaften Wettkampftagen jedoch abgelehnt.

## Tischtennis
Mehrere Mitglieder der Tischtennisabteilung gehörten nach dem Zweiten Weltkrieg zu den führenden Spielern Deutschlands. Die Herrenmannschaft wurde zwischen 1947 und 1954 siebenmal Deutscher Meister. 1955 konnte der Titel nicht mehr verteidigt werden, was nicht zuletzt dem Weggang Conny Freundorfers geschuldet war. Nach dem fünften Gewinn des Titels in Folge wurden die Herren am 14. Juli 1951 in München vom Präsidenten des Deutschen Tischtennis-Bundes DTTB Karl-Heinz Eckardt mit dem Silbernen Lorbeerblatt ausgezeichnet. Als sich während der Saison 1961/62 mehrere Herren zurückzogen, kam der Verein einem Rückzug aus der Oberliga zuvor, indem er mit dem TTC Harlaching fusionierte und unter der Flagge des MTV weiter spielte. Die Leitung der Abteilung übernahm Peter Kuhn, der vorherige Vorsitzende des TTC Harlaching.
Das Damenteam holte 1951 den nationalen Titel. Später spielte es zeitweise in der Bundesliga, aus der es 1975 abstieg. Zwar siegte es im Folgejahr in der Oberliga, verzichtete jedoch auf die Teilnahme an der Aufstiegsrunde und wurde vom Spielbetrieb zurückgezogen.
Seit der Saison 2015/16 gibt es beim MTV wieder eine aktive Tischtennisabteilung.
Die Mannschaftsmeisterschaften
- Herren
  - Dezember 1946 in Heppenheim/Bergstrasse: Gewinn einer halboffiziellen deutschen Meisterschaft[15]
  - 1946/47 in Essen: Dieter Mauritz, Walter Than, Fritz Rosinus, Ludwig Strixner, Alfred Schriefer, Wolfgang Hoppichler
  - 1947/48 in München: Dieter Mauritz, Walter Than, Fritz Rosinus, Ludwig Strixner, S. Preuß, Alfred Schriefer, Leopold Holusek
  - 1948/49 in München: Fritz Rosinus, Walter Than, Bruno Garunkstis, Leopold Holusek, S. Preuß, Ludwig Strixner
  - 1949/50 in München: Walter Than, Salberg, Leopold Holusek, S. Preuß, Schüller, Ludwig Strixner
  - 1950/51 in Halle: Walter Than, Toni Breumair, Leopold Holusek, Fritz Rosinus, Schüller, S. Preuß, Ludwig Strixner
  - 1952/53 in Dresden: Conny Freundorfer, Walter Than, Hans Rockmeier, S. Preuß, de Thier, Ziegler, Ludwig Strixner
  - 1953/54 in Hamburg: Conny Freundorfer, Walter Than, Hans Rockmeier, S. Preuß, de Thier, Ziegler, Ludwig Strixner
  - 1954/55 Platz 3
- Damen
  - 1950/51 in Eisenach: Edith Schmidt, Herta Maier-Raffalt, Gisela Eberth, Franzi Pellkofer, E. Kirstein, D. Rosinus, Niessen
  - 1949/50 Platz 3
  - 1951/52 Platz 3

## MTV-Platz an der Marbachstraße
1910 pachtete der Verein an der Marbachstraße in Mittersendling ein Gelände, auf dem ein Rasenplatz mit Umkleiden und Duschen angelegt wurde. Außerdem wurde eine hölzerne Zuschauertribüne errichtet. Auf diesem Sportplatz fand 1911 das erste Fußballländerspiel in München statt. Die deutsche Nationalmannschaft unterlag Ungarn mit 1:4. 1913 fand auf dem MTV-Platz das Endspiel um die deutsche Meisterschaft statt, in dem der VfB Leipzig den Duisburger SpV mit 3:1 schlug. In der Saison 1922/23 war der Platz vorübergehend auch die Heimstätte des FC Bayern München, der dort u. a. auch das Finale um den Süddeutschen Pokal bestritt, das am 17. Juni 1923 mit 3:4 gegen die SpVgg Fürth verloren wurde. Mitte der 1920er Jahre wurde der Platz aufgegeben und später wurde das Gelände vollständig überbaut. Heute wird das Gelände des ehemaligen MTV-Platzes von der Marbachstraße, der Tutzinger, der Passauer und der Andechser Straße umschlossen.